# Retrospektiva
Retrospektiva, též retrospekce nebo analepse je filmový nebo literární postup, při němž je přerušena dějová vyprávěcí linie a příběh se vrací do dřívějšího časového okamžiku. Filmové retrospektivy se označují jako flashbacky (z angl. flash – záblesk, back – zpět). Retrospektiva se v příběhu může objevit například v podobě vzpomínek některé z postav, vyprávění minulého příběhu apod. Dále lze rozlišit retrospektivu vnější (vrací se v čase před počátek příběhu) a vnitřní (vrací se do dřívějšího bodu příběhu). Někdy může retrospektiva tvořit značnou část příběhu, pak hlavní dějová linie představuje pouhý rámec pro minulé dějové linie. Patří do kompozice.
Opačným postupem je prodictum (z lat. předpověď), označované též jako flashforward (z angl. flash – záblesk, forward – vpřed), což je vize budoucích událostí. Je zřejmé, že prodicta jsou daleko méně častá, protože odhalují vývoj příběhu dříve, než k němu dospěje hlavní dějová linie.
Příkladem rozsáhlé retrospektivy je film Forrest Gump, jehož značnou část tvoří vzpomínky hlavního hrdiny. Oba postupy, flashbacky i flashforwardy, se značně uplatňují v seriálu Ztraceni, kde každá epizoda je věnována minulosti (nebo budoucnosti) některé z postav. Retrospektivní film je také např. Angličan režiséra Stevena Soderbergha, kde se mnoho scén ze začátku filmu míchá ze scénami např. z konce, což dělá z filmu velice osobitou záležitost.